# Sarcopetalum
Sarcopetalum é um género botânico pertencente à família Menispermaceae.

## Espécies
- Sarcopetalum harveyanum F.Muell.

1. ↑  «Sarcopetalum — World Flora Online». www.worldfloraonline.org. Consultado em 19 de agosto de 2020